# Référendums de 2021 au New Jersey
Deux référendums ont lieu le 2 novembre 2021 au New Jersey.